# Municipio de Reed (Arkansas)
El municipio de Reed (en inglés: Reed Township) es un municipio ubicado en el condado de Washington en el estado estadounidense de Arkansas. En el año 2010 tenía una población de 230 habitantes y una densidad poblacional de 2,99 personas por km².

## Geografía
El municipio de Reed se encuentra ubicado en las coordenadas 35°48′52″N 93°59′16″O / 35.81444, -93.98778. Según la Oficina del Censo de los Estados Unidos, el municipio tiene una superficie total de 76.98 km², de la cual 76,8 km² corresponden a tierra firme y (0,24 %) 0,18 km² es agua.

## Demografía
Según el censo de 2010, había 230 personas residiendo en el municipio de Reed. La densidad de población era de 2,99 hab./km². De los 230 habitantes, el municipio de Reed estaba compuesto por el 93,48 % blancos, el 2,61 % eran amerindios y el 3,91 % eran de una mezcla de razas. Del total de la población el 0,43 % eran hispanos o latinos de cualquier raza.